# 夕

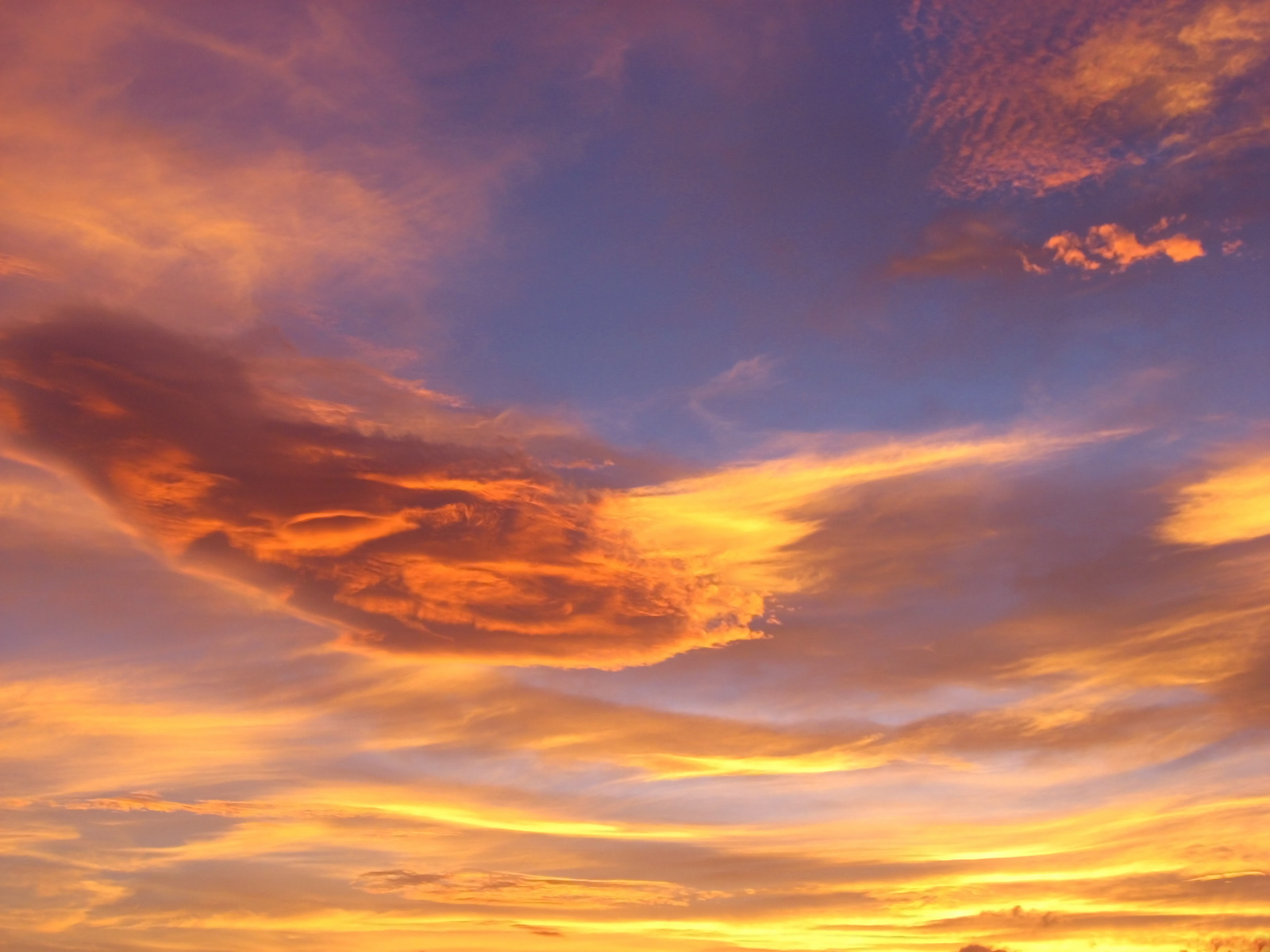
夕の空

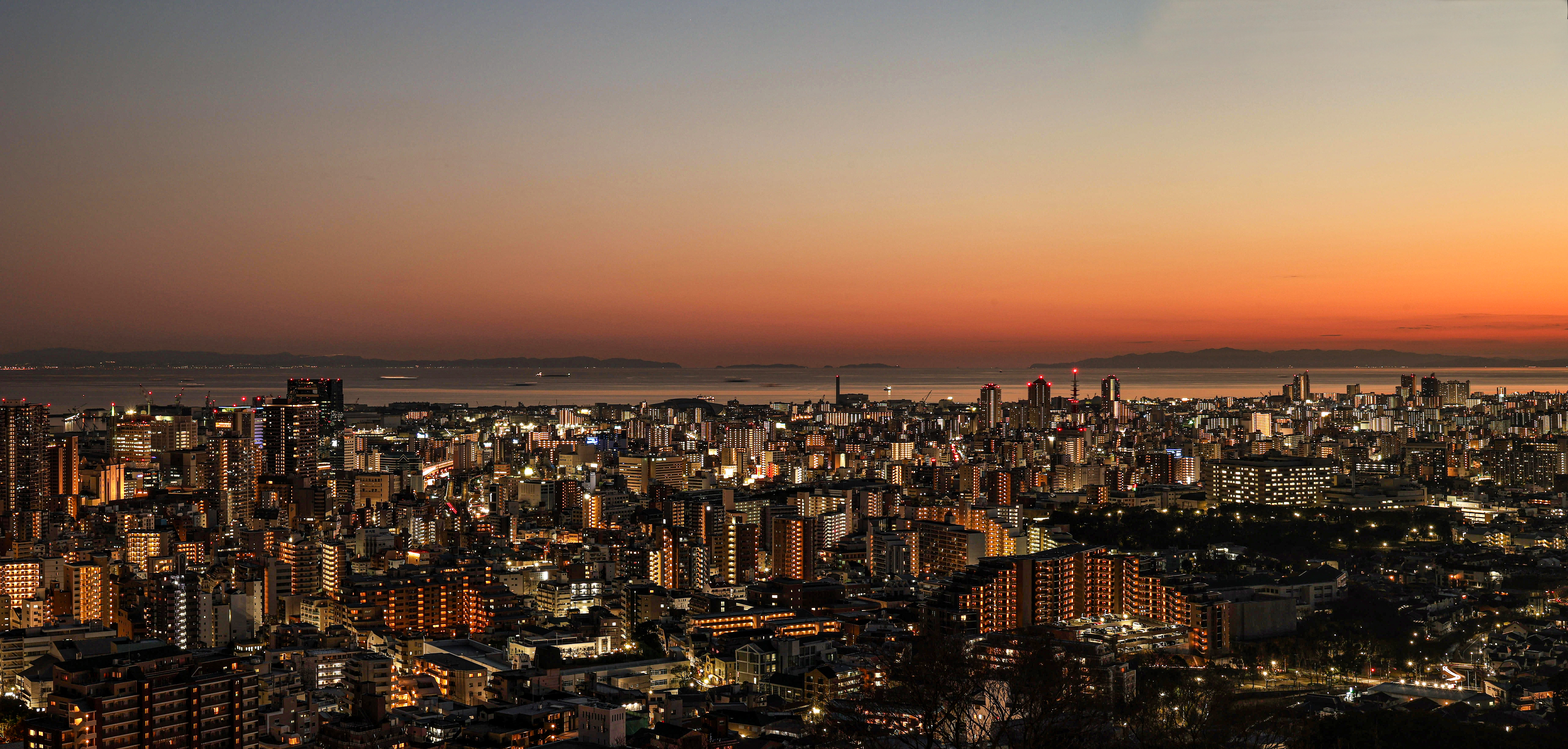
夕の空

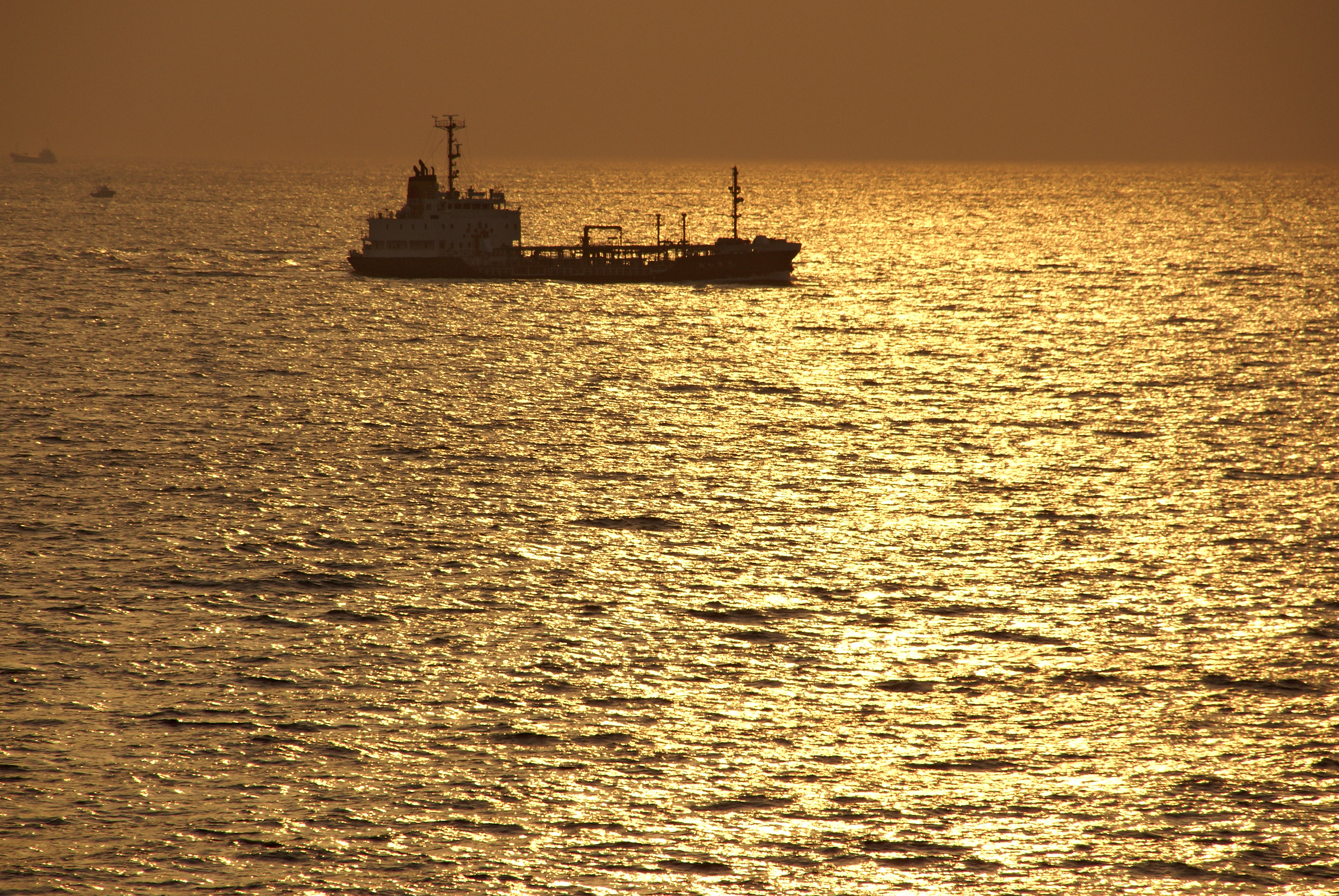
夕の海

夕（ゆう、ゆうべ）は、1日のうち太陽が沈んで暗くなる時間帯を指す。

## 概要
日没のころであり、明るい昼から徐々に暗くなって完全に暗い夜となる前の境界の時間帯である。その点で、夜が明けて昼間になるまでの朝の反対に位置する。言葉としては朝夕など対にして用いることもある。
夕方、次第に深くなる暗闇は1日の活動の終了を示すとともに人間にとって恐ろしい夜の到来を示す。活動可能な明るさではあるがあちこちに潜む闇が不安をかき立てる。逢魔時（おうまがとき）の言葉もある。
夕方の時間は季節ごとに時間が異なるが、だいだい2時間～3時間の間である。

## 言葉
「夕」と同じ意味の言葉は「夕方（ゆうがた）」「暮（くれ）」「黄昏（たそがれ）」「晩（ばん）」「日暮れ」などである。
また、漢語の「夕（セキ）」「暮（ボ）」「昏（コン）」「晩（バン）」はほぼ同義語である。ただし、夕や晩は夜までを含めて言うことがある。これらは明け方を表す語とともに、朝夕・旦暮・晨昏・早晩などと併用された。
逢魔時は、「逢う魔が時（おうまがとき）」「逢う魔時（おうまどき）」「大禍時（おおまがとき）」ともいい、「黄昏時（たそがれどき）」のことで、古くは「暮れ六つ」や「酉の刻」ともいい、現在の18時頃のことであるが、季節によって変動する。具体的には、暮れ六つ時は、宣明暦では日没の時刻と定義されていたが、貞享暦以降は日没2刻半（36分）後の日暮れと定義が変更された。したがって、貞享暦以降は暮れ六つ時は日没の時刻ではない。またいずれの定義でも、夏は遅くなり、冬は早くなる。また、十二時辰において暮れ六つの1つ前の時辰は昼七つまたは夕七つと呼ばれた。
黄昏時は黄が太陽を表し、昏が暗いを意味する言葉であるが「おうこん」や「きこん」とは読まないのは、誰彼時とも表記し、「誰そ、彼」のことであり、「そこにいる彼は誰だろう。よく判らない」といった薄暗い夕暮れの事象を、そのまま言葉にしたものと、本来の夕暮れを表す漢字の黄昏を合わせたものである。

## 天文学との関連
太陽が地平線に近づくと夕焼けが起こり、西の空は地平線に近い方から赤・橙・黄・青といった色合いをなしている。太陽が地平線の下に沈んだ後でも大気による太陽光の散乱により、しばらくは明るい状態が続く。これを薄明といい、太陽が地平線の下に沈んだ直後の薄明をマジックアワーという。
最初に見える星を一番星という。このとき地平線上に金星が見えることがあり、宵の明星と呼ばれる。金星が見える場合、これが一番星となる。やがて徐々に暗くなり、明るい星から見え始める。

## 生物との関連
生物の側からは、昼間の生物と夜の生物の入れ替わりがある。
例えば、カラスやムクドリなどの鳥はねぐらに帰り、コウモリが出てくる。セミが鳴きやみ、コオロギが鳴き出す。ネムノキの葉は閉じ、カラスウリの花が開く。
また、セミのヒグラシの名の由来は、夕（日暮）が由来とも言われる。

## 気象庁の予報用語
気象庁では、混乱や誤解を避けるため、天気予報などで用いる用語を定めている。予報用語では、「夕方」は15時から18時の時間を指しており、季節によって変動する日没時刻とは関係しない定義である。このため、一般に「日の暮れ頃」を指す「夕方」とは多少のずれがある。
また、「午後」という語は、一般に「正午から日没まで」を指して用いることもあるが、予報用語では「午後」は12時から24時までを指す語であるため、「午後から夕方にかけて」という表現は用いず、「昼過ぎから夕方にかけて」と表現する。
18時から21時については「夜のはじめ頃」と呼ぶ。かつては予報用語として「宵のうち」が用いられたが、「宵」がもっと遅い時間を指す理解があるとして、2007年の用語改正によって「夜のはじめ頃」に改められた。